# District de Tam Nông
Tam Nông est un district de la province de Đồng Tháp dans le delta du Mékong au sud du Viêt Nam. 

## Géographie
La superficie du district est de 459 km2. 
Le chef lieu du district est Tràm Chim.